# Centralno poveljstvo Združenih držav Amerike
Centralno poveljstvo Združenih držav Amerike (angleško United States Central Command; kratica USCENTCOM) je eno izmed petih interrodovnih poveljstev oboroženih sil ZDA, ki pokriva Severno Afriko, Centralno Azijo in Bližnji vzhod. Sedež poveljstva je v AFB MacDill (Florida).
Trenutni poveljnik je general James Mattis (USMC), ki je položaj prevzel 11. avgusta 2010 od v.d. poveljnika generalporočnika Johna Allena.

## Sestava
- Centralno poveljstvo sil Kopenske vojske ZDA (ARCENT)
- Centralne zračne sile ZDA (AFCENT)
- Centralno poveljstvo Marinskih sil ZDA (USMARCENT)
- Centralno poveljstvo Pomorskih sil ZDA (USNAVCENT)
- Centralno poveljstvo specialnih operacij ZDA (SOCCENT)
- Sile ZDA - Irak
- ISAF